# バロール
バロールまたはバロル (Balor) は、アイルランド神話に登場するフォウォレ族の勇将。ケスリンの夫でエスリンの父にして、ルーの祖父。
「魔眼のバロル」の異名を持ち、目を開くと大勢の相手をも倒す不思議な破壊力を発揮する。民話では一つ目、二つ目（後頭部にひとつ）、三つ目とも語られる。
ダナ神族を相手とするマグ・トゥレドの戦いでは、敵軍にいる孫のルーに目を石で撃ち抜かれて死んだ。
伝わる民話に拠れば、バロルという戦士が孫に倒される運命と知り、娘エフネを塔に幽閉するが、結局マク・キニーリー（正しくは キャン・マック・カンチャ）とのあいだに生まれた遺児（ルーと目される）の一撃によって落命する。

## 名称
神話や民話において様々な綽名で呼ばれている。
「打撃のバロル」(Balor Béimnech、Balor Béimneach)と近世の文学にあるが、中世の古書では「強撃のバロル」(Balor Balcbéimnech)や、「刺すような目のバロル」(Balor Birugderc)とも呼ばれる。
また「邪眼のバロル」(Balór na Súile Nimhe)とも民間伝承でいわれ、日本語の書籍でも「魔眼のバロル」などと表記される。
父称形は「ネトの子ドトの子バロル」(Balor mac Doit meic Néid)、バロル・ウア・ネト(Balor ua Neitt /uí Nét)などで、中世の文献に記される。
バロルの語源はケルト祖語*Boleros（閃光をはなつ者）に由来するとの仮説がある。

## 概要
バロールは、フォウォレ族の勇将。敵対する種族のダナ神族とのあいだでマグ・トゥレドの戦いが勃発した。
バロールの魔眼は敵をまとめ討つ破壊力があるが、四人の配下に瞼を持ち上げさせようとしていた最中に、敵軍の陣頭にいる孫のルーによって、投石器で魔眼を撃ち抜かれて戦死する。
この戦いの軍記によれば、バロールの魔眼は、ドルイド僧が煮ていた魔法の飲薬からたちのぼる毒気にあてられてその力を得たことになっている。
民話では、バロールは孫に殺されるという予言を受けた地元豪族（名だたる戦士）の設定で、それを阻止すべく娘を幽閉するが、娘は キャン・マック・カンチャと密通し、孫が生まれてしまう。バロールは、孫を赤子のうちに抹殺させたと思い込んでいたが、後年、孫（ルーに相当）と遭遇し、赤熱した鉄棒や槍などで目を刺されて殺される。

## 文芸記述

### 神話物語群
バロールについての、中世に記された文献では、以下のように描写されている。

#### 家系
バロールは、ドトの子、ネトの孫とされるが（軍記『マグ・トゥレドの戦い』）、ビューラネッへ（「牛顔」の意）の息子とも記されている（『レンスターの書』、円形土砦（ラース）建設者の名簿）。
ケスリンは、バロールの妻だとオフラハティ著『オギュギア』（1685年刊行）に記される。ケスリンがマグ・トゥレドの戦いでダグダに投槍を命中させたことは『アイルランド来寇の書』に記されるが、彼女がバロールの妻とは明記されていない。

#### フォウォレ族の中の地位
バロールはフォウレ族の一員で、そもそもダナ神族とは敵対していた。ダナ神族の女神エリウがフォウォレ族に孕まされて生まれたブレスがダナ神族の王として君臨し、かたちのうえでは和睦が成立したが、フォウォレ族の王たちは、重税をかけてダナ神族を苦しめた。結果、ブレス王は廃され、二族間のあいだに戦争が勃発した。
バロールは、フォウォレ族の勇将ならびに島嶼の王（ヘブリディーズ諸島の王）として軍記『マグ・トゥレドの戦い』に登場し、族王インデフ・マク・デー・ドウナンとともに、フォウォレ軍を統率する。バロルは、ブレス王のために《ブレスの円形土砦（ラース）》（古アイルランド語: Rath-Breisi）を築いたと別の文献に伝わる 。

#### 戦功と戦死
この（第二次）マグ・トゥレドの戦いにおいてバロールは銀腕のヌアザを討ち取るが、自分も孫のルーに魔眼を撃ち抜かれ、その眼は大勢の友軍に被害を与え、崩れ落ちた巨体も配下の兵士を圧死させた。
バロールの眼は、なんらかの「毒の力」を秘めており 、目を見開けばその破壊力を発揮する。しかし、その瞼（まぶた）は重たく、瞼につけた環っか（把手）を兵士4人がかりで持ち上げねばならなかった。その隙にルーの放った投石器の石で眼を撃ち抜かれ、その眼は友軍に甚大な被害をもたらした。倒れ込んだバロールの胴体は27名のフォウォレ兵を圧死させ、頭がインデフ王に接触した。
明言はされないが、ここに登場するバロールは一つ目の巨人であるとの解釈もされる。軍記では、バロールの眼が「毒の力」を得たいきさつも記しており、これによればバロールの父のドルイド僧たちが薬湯（魔法のポーション）を煮ていた時、窓から外を見て湯気（煙）が目に入り、バロールはその毒気を得たとしている。

## 民話

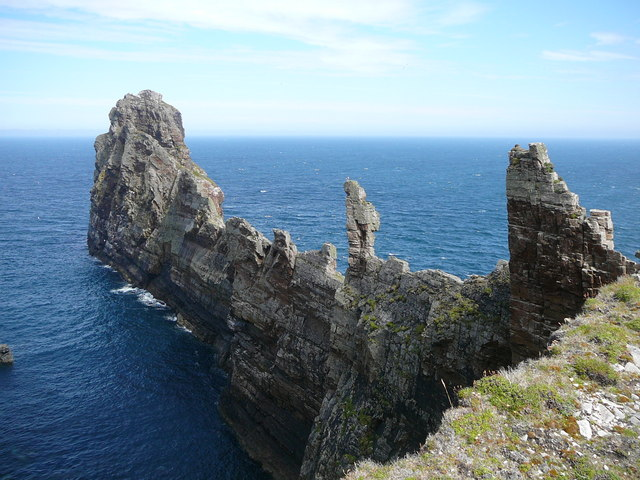
トーリー島にある「巨塔（トール・モール）と呼ばれる大岩。地元版の民話では、バロルはこの岩に建てた塔に娘を幽閉したことになっている。

トーリー島につたわる民話によれば、バロルという地元の豪氏がおり、海の向こうのドニゴール県の浜町のマク・キニーリー（正しくは キャン・マック・カンチャという名の転訛であるの持つ豊穣の牛を盗み出した。被害者は、バラルを倒さねば牛は奪還できないとの啓示を受けるが、バロルは孫に倒される運命と定められている。それを知るバラルは、「バラルの塔」と地元でいわれる岩山（自然石の形成物）に建てた塔に娘エフネを幽閉していた。それでもマク・キニーリーは娘と密通を果たし妊娠させる。バロルはマク・キニーリーを亡き者に処すが、その遺児がやがてバロルを殺す。
この無名の遺児は、ルーに相当する。「トーリー島のバロル」および「邪眼のバロルと孫のルイ・ラヴァダ」と題する2編の異本では 、バロルをの遺児はルイ・ラヴァダ（長腕のルイ）と呼ばれており、ルー伝承の名残として扱われる。アイルランド語版「バロルとマク・キニーリー」でも 、遺児はルー・ファドラヴァッハ（「長腕のルー」の意）である。また違う類話「グロス・ガヴレン」では遺児はドルドナ(Dul Dauna)と呼ばれており、これはイルダナハ「諸芸の達人」（長腕のルーのあだ名）の転訛と説明される。
民話ではバロルを倒す武器は、鍛冶場の炉にあった赤熱した鉄棒だったり、鍛冶師がガヴィディン（Gavidin）が赤熱させた槍だったり、鍛冶師ガイヴニン・ガウ（Gaivnin Gow）が鍛えた特別な赤い槍だったりする。特に後者は、怪物が特別な方法でしか倒せない例として挙げられる（バロルは所定の場所にいるとき、この武器でないと倒せない） 。

### バロルの目
バロルは、単眼、双眼、三つ目なことも、それが毒性なことも発火性なこともあるとアイルランド伝承文学学者スコウクロフトはまとめている。

#### 眼の数と蓋
初出の民話ではバロルの眼の魔力の描写が装飾的で、額の真ん中に目ひとつ、そして後頭部には普段は蓋をした殺傷力ある眼を持っている。それは毒の色素と光線（beams）を放つバシリスクのごとき眼であり、相手を石化して殺すと語られている。
「トーリー島のバロル」では、額の真ん中の危険な眼は9層の革盾で覆われていたが、長腕のルイが赤槍で貫通させた。スコウクロフトは「額の真ん中の余分な目」（第3の目）の伝承があるとするが、その一例であろうか。バロルが三つ目であると明言する例としては作家マクスウェルが発表した短編がある。
だがある伝承によれば（ メイヨー県）)バロルは単眼にもかかわらず、7層の蓋がかぶせられていた。それは"有毒・烈火の目"で、"最初の蓋をとると蕨が枯れ始め、2枚目をとると芝草が赤銅色に変じ、3枚目で森林や木材が熱をもち、4で木々が発煙、5ですべては赤くなり、6で火花が散り、7ですべては発火して"里山は火の海となる 。

#### 生首と湖の由来譚
『フィン歌集』中「フィンの盾」によれば、バロルの首はある樫の木の枝分かれに梟首され、毒気を含んだその木はやがてフィン・マックールの盾の木材とされたとされる。
「トーリー島のバロル」の民話と、これと近似したアイルランド語の稿本でも、長腕のルイ（ルー）がバロルの生首を岩のうえに晒し、そこから毒の滴がしたたり湖ができたとされる。アイルランド語版は湖名（地名）を示さないが、カーティンが英語で所収した版では、語り手の地元のドニゴール県のグウィドー湖とされている。
しかし、別の伝承（スライゴー県）によれば、バロルは、その魔眼とガラス（望遠鏡・遠眼鏡のたぐい、レンズ、あるいは片眼鏡か）を使って人を殺し、モイツゥラ（マグ・トゥレド）の原の植物を枯らしていたが、ある勇者が現れ、バロルをたぶらかしてその眼鏡をはずさせた隙に目を潰した、するとその血が溜り溜まって「眼の湖」を意味する'Lochan na Súil と呼ばれるようになった。これはバリンドゥーン修道院跡の近くにあるナスール湖のことである。

### ゆかりの地
バロルの居城をトーリー島とする民間伝承は、フォウォレ族の中世文学から発祥しているという説明がある。これはバロルが中世の頃からトーリー島の住人とされていた、という趣旨の発言ではない。中世文学にあるのは、フォウォレ族の長のコナンという人物が、コナンの塔を居城とし、それは「塔の島（Tor Inis）」という伝承であり、これは「トーリー島」であろうと比定されてはいるが、バロルのことなど何ひとつ書かれていない。だが、このことから、民間伝承ではフォウォレ族のバロルもトーリー島に住んでいたといわれるようになった。
トーリー島には、「バロルの城」Dún Bhalair や「バロルの塔」Dún Bhalair と地元で呼ばれる地形があり、高くそびえるような「巨塔」（Tór Mór）と呼ばれる地形も存在する。
オドノヴァンがトーリー島で採取した民話の影響力が強く、バロル伝説のゆかりの地は"あたかもトーリーに独占権があるごとく"な一般認識があるが、それは誤っているとヘンリー・モリスの批判がある 。
オドノヴァンとて、バロルの記憶はアイルランド各地の伝承に残るとしていた。バロルと豊穣の牛の民話はトーリー島以外でも、特にアルスター南部に多く伝わっていた。モリスは1900年頃、モナハン県ファーニー郡からに断片的なものは採取できたとする。豊穣の牛グラス・ガヴレン（グラス・ガヴナン）の奇譚の設定舞台は、モナハン県南部や、果てはダブリン市沖のロックアビル島になっているものまであるという。

## 解釈
バロールは、過ぎゆく年の太陽神で、新年（の太陽神、ルー）と対立する存在との解釈がされる。
バロールについて一冊の本を書きおろした民話学者A・H・クラップも、このようなような見解を展開する。さらには、過ぎゆく年の年寄りの神たるバロールが、豊穣の大地の象徴である女神を幽閉するモチーフが加わるが、それは太古からの神話に基づくものと仮説している。
ダーヒー・オーホーガンはさらに、バロールが有害な悪しき太陽の側面をあらわすと解説する。太陽の有害面とは例えば干ばつや穀物の不作のことである。バロールは銅器時代のケルトの太陽神と、ギリシアのキュクロープスが習合されたものではないかとオーホーガンは憶測する。モイラ・オニールは、ルーによるバロール殺害は、本来はルーナサにまつわる収穫神話であったが、これに聖パトリックのクロウ・ドゥヴ退治の説話が加わったものという説をとっている。

### 比較分析
アーサー王伝説物語『キルッフとオルウェン』に登場するイスバザデンとバロールの間には、娘が嫁ぐ事が自らの破滅に繋がるといった共通した特徴がある。また、いずれも、瞼を数人がかりで持ち上げなくてはならず、槍を受けて目をつぶされる。
19世紀中葉から、バロールとギリシア神話のキュクロープスとの比較がされている。また、ジョン・オラヴァティは、孫に殺される 神託を受けた アクリシオスと比較している。その孫はペルセウスであるが、
他にもこの対比を追求した論がみられる。
オラヴァティはさらに、バロールの名をギリシアの勇士ベレロポーンと関連づけている。アンリ・ダルボワ・ド・ジュバンヴィルも、これに関して意見を述べているが、ベレロポーンとは案ずるに「ベレロスの殺し手」の意味、ベレロスとはキマイラの意であり、キマイラもバロールは、雷や火焔を発する類の似たような怪物だとしている。
だが、ダルボワ・ド・ジュバンヴィルやトーマス・ジョンソン・ウェストロップがとくに着目したのは、百眼の アルゴスである。ギリシア神話では白い牝牛 イーオーの番人として登場する。バロールの滅するのはルー、アルゴスを倒すのはヘルメースであり、ルー神は（古代ローマの書家などにより）ケルトのヘルメースであるから、怪物を倒す太陽神までを含めた対比が成立する。